# Mediaskare Records
Mediaskare Records ist ein 2005 gegründetes Independent-Label mit Sitz in Los Angeles. Gründer von Mediaskare Records, das sich vor allem auf Bands aus den Bereichen Death- und Metalcore sowie Stilrichtungen des Hardcore Punks spezialisiert hat, ist Baron Bodnar. Bekannte Bands, die bei Mediaskare Records unter Vertrag stehen, sind unter anderem As Blood Runs Black, Bury Your Dead, Deez Nuts, The Ghost Inside und Suffokate.

## Geschichte
Das Musiklabel wurde 2005 von Baron Bodnar gegründet. Im Februar des Jahres 2008 gab das Label eine Partnerschaft mit dem deutschen Musikunternehmen Century Media bekannt. Im März 2011 wurde mit Rite of Passage Records das erste Sublabel von Mediaskare Records gegründet, mit welchem sie aufkommende Bands aus der Hardcore-Punk- und Metal-Szene unterstützen wollen.

## Bands (Auswahl)
- A Breath Before Surfacing
- As Blood Runs Black
- Bermuda
- Betrayal
- Blind Witness
- Burning the Masses
- Bury Your Dead
- Deez Nuts
- The Ghost Inside
- Heights
- Hundredth
- Silent Civilian
- Suffokate
- Volumes
- With Dead Hands Rising